# Lawrence Ferlinghetti
Lawrence Ferlinghetti (ur. jako Lawrence Ferling 24 marca 1919 w Yonkers, zm. 22 lutego 2021 w San Francisco) – amerykański poeta, założyciel księgarni i wydawnictwa City Lights w San Francisco. Był związany z nieformalnym ruchem literacko-kulturowym propagującym idee anarchicznego indywidualizmu i nonkonformizmu Beat Generation.

## Poezja
Poezja Ferlinghettiego opiera się na liryce i tradycyjnej narracji. Jego motywami często są  piękno przyrody, tragikomiczna życie zwykłego człowieka, sytuacje jednostki w społeczeństwie masowym, problemy demokracji.

## Malarstwo
Ferlinghetti zaczął malować w Paryżu w 1948 roku. W San Francisco pracował w studio, które wcześniej zajmował Hassel Smith. Jego pierwsze prace pokazują wpływ nowojorskiej ekspresjonistów abstrakcyjnych. Bardziej graficzny styl jest widoczny w jego późniejszych utworach. Obrazy Ferlinghettiego prezentowane były w różnych muzeach na całym świecie.
Wystawa „60 lat malarstwa” we Włoszech w 2010 roku była kreatywną podróżą przez XX wieku, odzwierciedlała rolę artysty w dzisiejszych czasach.

## Nagrody
Jest laureatem licznych nagród, w tym Premio Taormina w 1973 roku, Premio Camaiore, Premio Flaiano, Premio Cavour i innych wyróżnień we Włoszech. Od 2009 roku jest w Komitecie Honorowego Immagine & Poesia, ruch literacko artystyczny założony w Turynie, pod patronatem Aeronwy Thomas (córki Dylana Thomasa).